# Ares Management
Ares Management, L.P. är en amerikansk multinationell fondförvaltare tillika riskkapitalbolag som har verksamheter i tio länder på fyra kontinenter världen över. De förvaltar ett kapital på omkring $484 miljarder för år 2024.
Företaget grundades 1997 av Michael Arougheti, David Kaplan, John Kissick, Tony Ressler och Bennett Rosenthal. Sju år tidigare hade Kissick och Ressler varit med och delgrundat ett annat riskkapitalbolag, Apollo Global Management LLC.
De har sitt huvudkontor i stadsdelen Century City i Los Angeles i Kalifornien.

## Närvaro
Ares har närvaro på följande platser världen över.
| USA: - Arlington, Virginia - Atlanta, Georgia - Chicago, Illinois - Dallas, Texas - Los Angeles, Kalifornien - Needham, Massachusetts - New York, New York - Saint Louis, Missouri - Sausalito, Kalifornien - Tarrytown, New York - Williamsville, New York | Internationellt: - Amsterdam, Nederländerna - Chengdu, Kina - Dubai, Förenade arabemiraten - Frankfurt, Tyskland - Hongkong, Kina - London, England, Storbritannien - Luxemburg, Luxemburg - Paris, Frankrike - Shanghai, Kina - Stockholm, Sverige - Sydney, Australien |